# Kōchi
Pour les articles homonymes, voir Kochi.
Kōchi (高知市, Kōchi-shi) est une ville japonaise, capitale de la préfecture de Kōchi, située dans le sud de l'île de Shikoku.

## Géographie

### Démographie
Lors du recensement national de 2015, la ville de Kōchi avait une population de 337 190 habitants répartis sur une superficie de 308,99 km2.

## Histoire
En 1603, le clan Yamauchi fait construire une place forte, dans la province de Tosa : le château de Kōchi, qui se développe en une jōkamachi.
La ville moderne de Kōchi est fondée en 1889 comme capitale préfectorale de la préfecture de Kōchi. Son territoire s'agrandit successivement en 1942, 1972 et 2005, par absorption de villages voisins, puis, en 2008, par intégration du bourg de Haruno.

## Culture locale et patrimoine

### Château de Kōchi

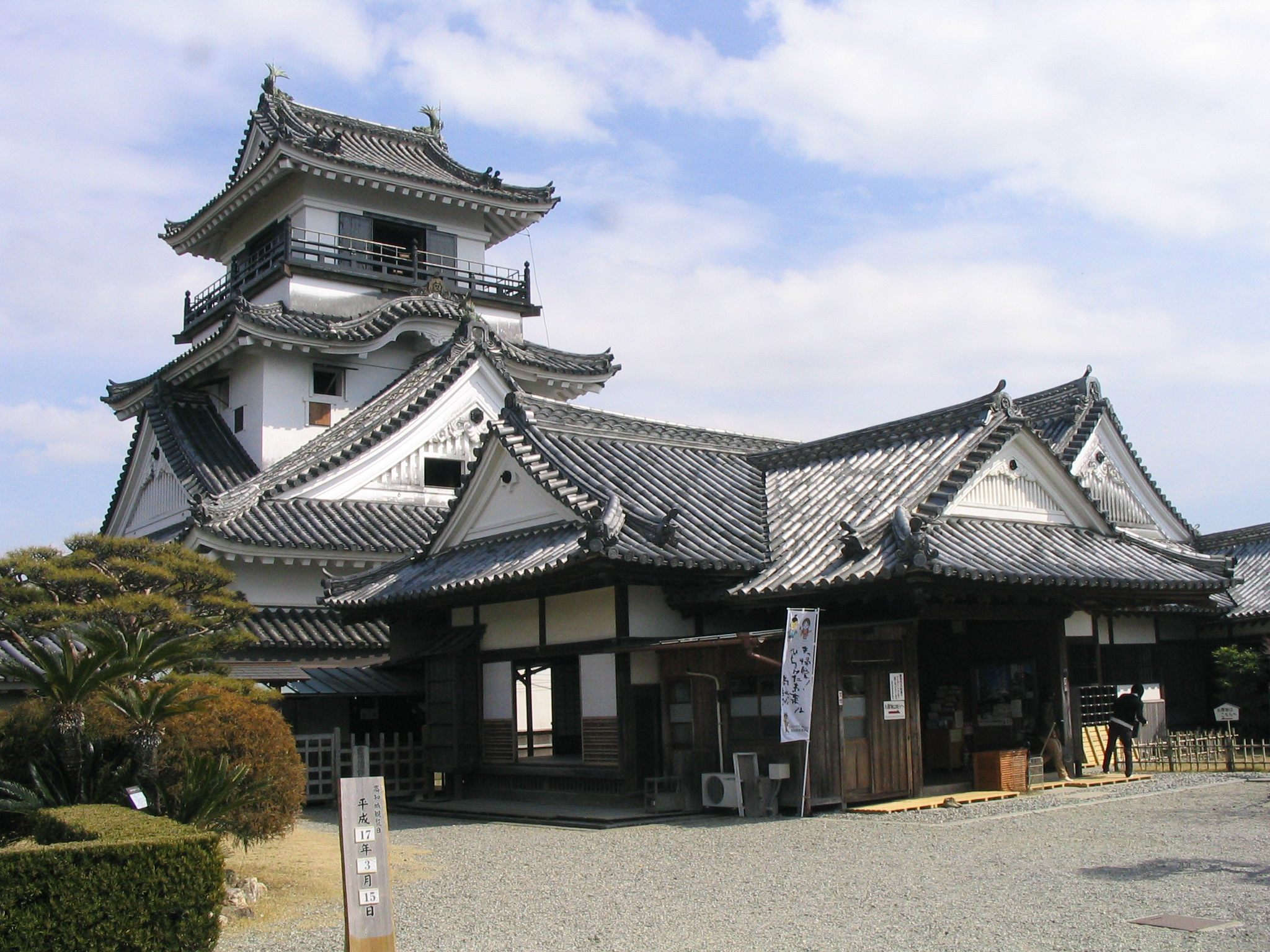
Château de Kōchi.

La sauvegarde du château de Kōchi est le fait d'activistes humanistes qui ont recommandé la construction d'un parc plutôt que la destruction du château comme ce fut souvent le cas lors de la restauration de Meiji. Cela a permis de conserver le donjon (tenshu) d'origine.
Seize générations de Yamauchi ont vécu dans la seconde citadelle avant sa destruction. Il ne reste qu'une partie du jardin. La troisième citadelle, également détruite, servait aux cérémonies et autres réceptions du daimyo.
L'édifice n'a jamais été attaqué, sauf par les réformateurs Meiji.

## Transports
La ville de Kōchi possède un réseau de tramways, qui comprend trois lignes.
La gare de Kōchi permet de relier la ville à Takamatsu et à Okayama.

## Personnalités liées à la municipalité
Outre Yamauchi Katsutoyo :
- Dodo Echizen, architecte ;

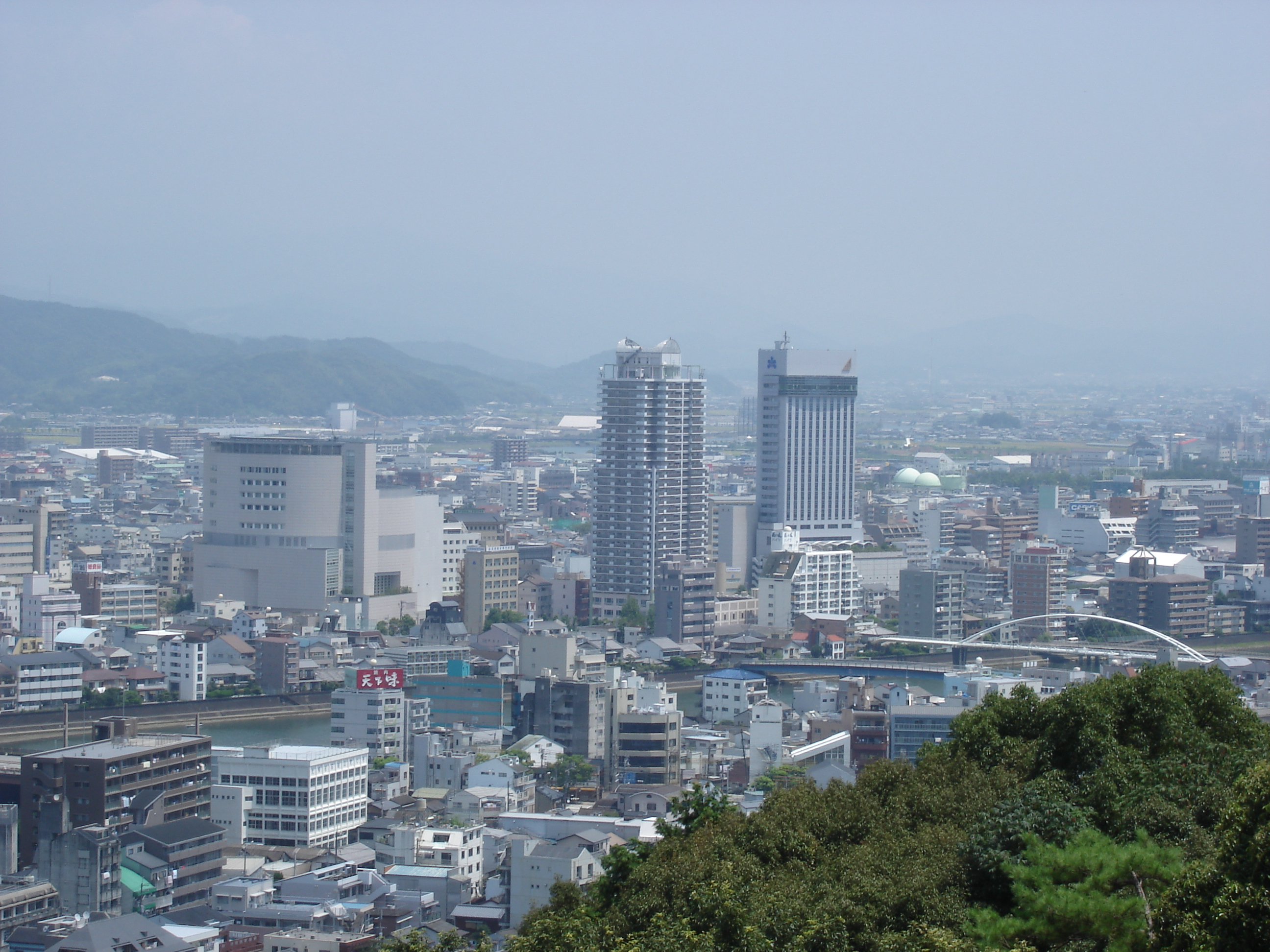
Panorama de Kōchi.

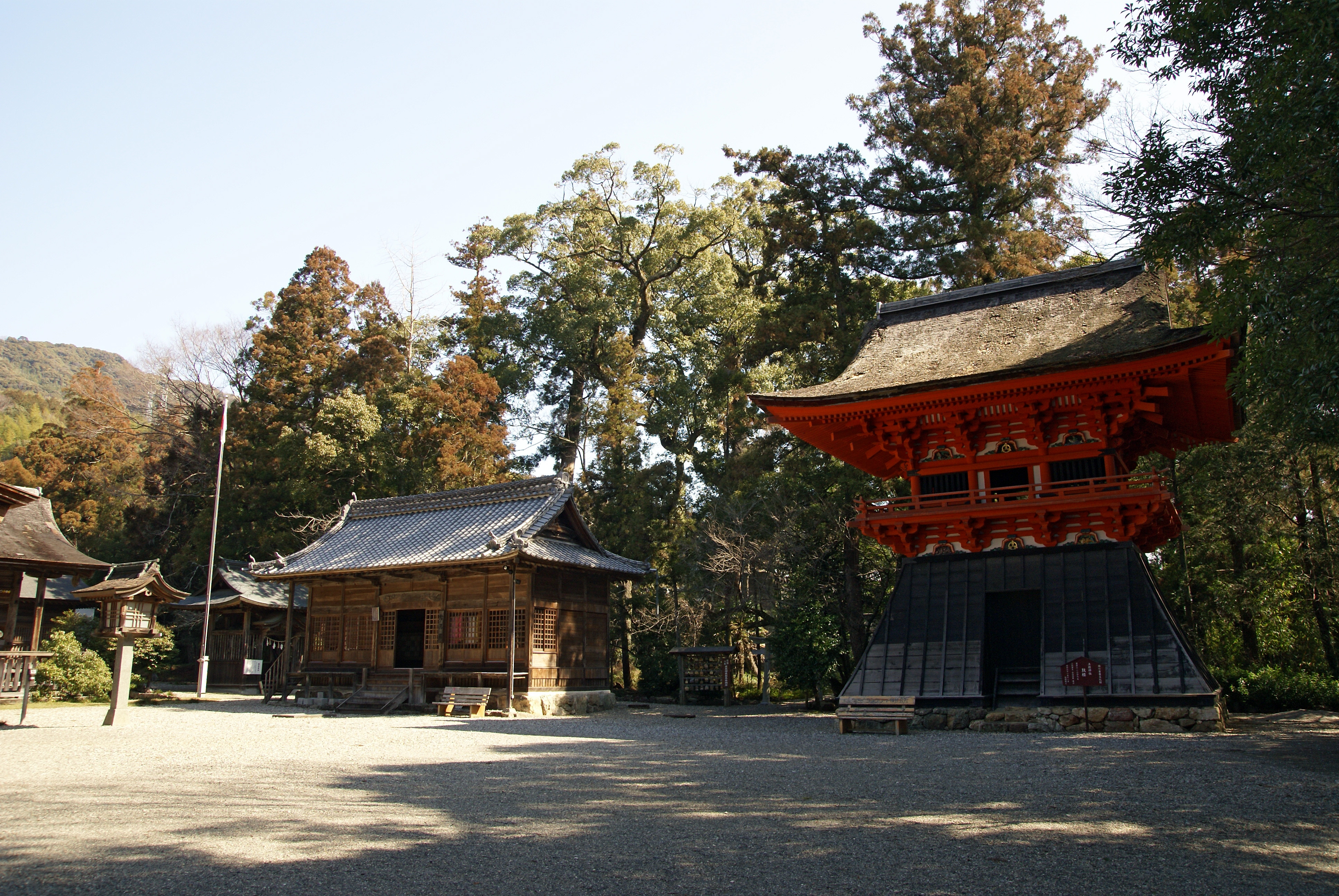
Sanctuaire Tosa-jinja.

- Torahiko Terada, physicien et essayiste ;
- Ueki Emori, activiste de la liberté des droits, élu à la Diète en 1890 ;
- Fukuoka Takachika, homme politique durant la fin de la période Tokugawa, participa à la Restauration Meiji ;
- Sakamoto Ryōma (1836-1867), a eu un rôle important dans la réunification du Japon et la restauration du pouvoir de l'empereur ;
- Kondo Chojiro, partisan de Sakamoto Ryoma. Il dut se suicider à 28 ans lorsqu'il fut reconnu coupable de vouloir partir étudier en Angleterre ;
- Baba Tatsui, homme politique et penseur, activiste pour le mouvement des Droits de l'homme et de la liberté (1870-1880). Il aida à l'organisation du premier parti politique japonais, le Jiyūtō. Il s'exila pour raisons politiques aux États-Unis en 1886 ;
- Baba Kocho, frère du précèdent, écrivain ;
- Omachi Keigetsu, voyageur et écrivain, un festival est tenu en son honneur chaque année sur la plage Katsura (Katsurahama) ;
- Nonaka Kenzan (1615-1663), homme politique et législateur qui promut l'industrie et qui fut leader de l'administration régionale. Ses politiques l'ont conduit à sa perte (mécontentement chez les paysans et jalousie chez ses collègues) ;
- Umazume Motone, officiel durant la période Edo, surtout connu pour sa poésie ;
- Yamauchi Yodo, 15e seigneur de Tosa, il œuvra pour l'unification entre le shogunat Tokugawa et l'empereur ;
- Takechi Zuizan, chef du parti politique loyaliste de Tosa, emprisonné sur ordre du seigneur ; il dut se suicider en 1865 ;
- Itagaki Taisuke, chef de file du mouvement des Droits de l'homme et de la liberté ;
- Kataoka Kenkichi, chef de file du mouvement des Droits de l'homme et de la liberté et 5e président de la Diète ;
- Goto Shojiro, partisan de Sakamoto Ryoma et homme politique sous l'ère Meiji ;
- Nakayama Koyo, célèbre artiste de Tosa qui alla travailler par la suite à Edo ;
- Nakae Chomin, surnommé le Rousseau d'Orient, membre du mouvement des Droits de l'homme et de la liberté ;
- Nobuyuki Yanagawa (1974-), lutteur de sumo ;
- Nobuo Uematsu (1959-), compositeur de musique de jeux vidéo, entre autres pour Final Fantasy ;
- Toshio Suga (1910-), peintre à tendance cinétique.

## Jumelages
La ville de Kōchi est jumelée avec :
- Fresno (États-Unis)
- Wuhu (Chine)
- Kitami (Japon)
- Surabaya (Indonésie)